# Kiesdistricten van Quezon
De kiesdistricten van Quezon (Engels: Legislative Districts of Quezon), zijn de vier administratieve gebieden waarin de Filipijnse provincie Quezon is ingedeeld ten behoeve van de verkiezingen voor het Filipijns Huis van Afgevaardigden. Elk van de vier kiesdistricten heeft een eigen vertegenwoordiger in het Huis van Afgevaardigden. Iedere drie jaar kunnen de inwoners elk van deze districten een nieuwe vertegenwoordiger kiezen. Sinds de nieuwe Filipijnse Grondwet van 1987 kunnen dergelijke afgevaardigden slechts drie termijnen achtereen in het Huis worden gekozen.
Tussen 1972 en 1987 bestond het Filipijnse Huis van Afgevaardigden niet en werd de indeling in kiesdistricten dus ook niet gebruikt.

## 1e kiesdistrict
- Gebied: Burdeos, General Nakar, Infanta, Jomalig, Lucban, Mauban, Pagbilao, Panukulan, Patnanungan, Polillo, Real, Sampaloc, Tayabas
- Oppervlakte: ? km²
- Bevolking (2007): 465.527

| Periode                 | Afgevaardigde         |
| ----------------------- | --------------------- |
| 8th Congress 1987–1992  | Wilfrido L. Enverga   |
| 9th Congress 1992–1995  | Wilfrido L. Enverga   |
| 10th Congress 1995–1998 | Wilfrido L. Enverga   |
| 11th Congress 1998–2001 | Rafael P. Nantes      |
| 12th Congress 2001–2004 | Rafael P. Nantes      |
| 13th Congress 2004–2007 | Rafael P. Nantes      |
| 14th Congress 2007–2010 | Wilfrido Mark Enverga |
| 15th Congress 2010–2013 | Wilfrido Mark Enverga |

### 1907–1922
Gebied: Atimonan, Baler, Candelaria, Casiguran, Infanta, Lucban, Lucena, Mauban, Pagbilao, Polillo, Sampaloc, Sariaya, Tayabas City, Tiaong, Dolores (vanaf 1910), Laguimanoc (vanaf 1916)
| Periode                              | Afgevaardigde |
| ------------------------------------ | ------------- |
| 1st Philippine Legislature 1907–1909 | Manuel Quezon |
| 2nd Philippine Legislature 1909–1912 | Filemon Perez |
| 3rd Philippine Legislature 1912–1916 | Filemon Perez |
| 4th Philippine Legislature 1916–1919 | Alfonso Recto |
| 5th Philippine Legislature 1919–1922 | Fabian Millar |

### 1922–1972
Gebied: Baler, Burdeos (vanaf 1948), Candelaria, Casiguran, Dilasag (vanaf 1969), Dinalungan (vanaf 1966), Dingalan (vanaf 1962), Dipaculao (vanaf 1950), Dolores, General Nakar (vanaf 1949), Infanta, Jomalig (vanaf 1961), Lucban, Lucena, Maria Aurora (vanaf 1950), Mauban, Pagbilao, Panukulan (vanaf 1959), Patnanungan (vanaf 1961), Polillo, Real (vanaf 1963), Sampaloc, San Antonio (vanaf 1957), San Luis (vanaf 1962), Sariaya, Tayabas City, Tiaong
| Periode                               | Afgevaardigde         |
| ------------------------------------- | --------------------- |
| 6th Philippine Legislature 1922–1925  | Agustin S. Alvarez    |
| 7th Philippine Legislature 1925–1928  | Primitivo San Agustin |
| 8th Philippine Legislature 1928–1931  | Fabian R. Millar      |
| 9th Philippine Legislature 1931–1934  | Fabian R. Millar      |
| 10th Philippine Legislature 1934–1935 | Jose A. Angara        |
| 1st National Assembly 1935–1938       | Jose A. Angara        |
| 2nd National Assembly 1938–1941       | Miguel Castillo       |
| 3rd National Assembly 1941–1946       | Pedro Insua           |
| 1st Congress 1946–1949                | Fortunato N. Suarez   |
| 2nd Congress 1949–1953                | Narciso H. Umali      |
| 3rd Congress 1953–1957                | Manuel S. Enverga     |
| 4th Congress 1957–1961                | Manuel S. Enverga     |
| 5th Congress 1961–1965                | Manuel S. Enverga     |
| 6th Congress 1965–1969                | Manuel S. Enverga     |
| 7th Congress 1969–1972                | Moises A. Escueta     |

## 2e kiesdistrict
- Gebied: Candelaria, Dolores, Lucena[1], San Antonio, Sariaya, Tiaong
- Oppervlakte: ? km²
- Bevolking (2007): 614.677

| Period                  | Representative          |
| ----------------------- | ----------------------- |
| 8th Congress 1987–1992  | Mario L. Tagarao        |
| 8th Congress 1987–1992  | vacant                  |
| 9th Congress 1992–1995  | Marcial C. Punzalan jr. |
| 10th Congress 1995–1998 | Marcial C. Punzalan jr. |
| 11th Congress 1998–2001 | Marcial C. Punzalan jr. |
| 12th Congress 2001–2004 | Lynnette A. Punzalan    |
| 13th Congress 2004–2007 | Proceso J. Alcala       |
| 14th Congress 2007–2010 | Proceso J. Alcala       |
| 15th Congress 2010–2013 | Irvin M. Alcala         |

### 1907–1922
- Gebied: Alabat, Boac, Calauag, Catanauan, Gasan, Guinayangan, Gumaca, Lopez, Mulanay, Pitogo, Santa Cruz, Torrijos, Unisan (vanaf 1909), Macalelon (vanaf 1909), Mogpog (vanaf 1910), San Narciso (vanaf 1913), Quezon (vanaf 1913)

| Periode                              | Afgevaardigde      |
| ------------------------------------ | ------------------ |
| 1st Philippine Legislature 1907–1909 | Emiliano A. Gala   |
| 2nd Philippine Legislature 1909–1912 | Gregorio Nieva     |
| 3rd Philippine Legislature 1912–1916 | Bernardo del Mundo |
| 4th Philippine Legislature 1916–1919 | Gregorio Nieva     |
| 5th Philippine Legislature 1919–1922 | Ricardo Paras jr.  |

### 1922–1972
- Gebied: Alabat, Atimonan, Calauag, Catanauan, Guinayangan, Gumaca, Lopez, Macalelon, Mulanay, Padre Burgos (Laguimanoc), Pitogo, Quezon, San Narciso, Unisan, General Luna (vanaf 1929), San Francisco (eerst Bondo, later hernoemd naar Aurora) (vanaf 1938), Agdangan (vanaf 1939), Tagkawayan (vanaf 1940), Buenavista (vanaf 1950), Plaridel (vanaf 1962), San Andres (vanaf 1965)

| Periode                               | Afgevaardigde       |
| ------------------------------------- | ------------------- |
| 6th Philippine Legislature 1922–1925  | Rafael R. Vilar     |
| 7th Philippine Legislature 1925–1928  | Leon G. Guinto sr.  |
| 8th Philippine Legislature 1928–1931  | Marcelo T. Boncan   |
| 9th Philippine Legislature 1931–1934  | Marcelo T. Boncan   |
| 10th Philippine Legislature 1934–1935 | Antonio Z. Argosino |
| 1st National Assembly 1935–1938       | Francisco Lavides   |
| 2nd National Assembly 1938–1941       | Francisco Lavides   |
| 3rd National Assembly 1941–1946       | Francisco Lavides   |
| 1st Congress 1946–1949                | Tomas B. Morato     |
| 2nd Congress 1949–1953                | Gaudencio V. Vera   |
| 3rd Congress 1953–1957                | Leon Guinto jr.     |
| 4th Congress 1957–1961                | Leon Guinto jr.     |
| 5th Congress 1961–1965                | Eladio A. Caliwara  |
| 6th Congress 1965–1969                | Eladio A. Caliwara  |
| 7th Congress 1969–1972                | Godofredo M. Tan    |